# Oreobates lehri
Oreobates lehri är en groddjursart som först beskrevs av Padial, Chaparro och De la Riva 2007.  Oreobates lehri ingår i släktet Oreobates och familjen Strabomantidae. IUCN kategoriserar arten globalt som livskraftig. Inga underarter finns listade i Catalogue of Life.